# Уириме
Уириме — царь неохеттской Хупишны, упомянутый в ассирийских надписях второй половины VIII века до н. э.
Правитель неохеттской Хупишны Уириме (имя приводится в ассирийском изложении) указывается как один из данников ассирийского царя Тиглатпаласара III в надписях последнего. Уириме является одним из двух известных по имени царей Хупишны — наряду с Пухаме, властвовавшим в IX веке до н. э. Более страна не упоминается в исторических источниках вплоть до 679 года до н. э., когда Асархаддон одержал здесь победу над киммерийцами под предводительством Теушпы.